# Stepivka, Monastîrîșce
Stepivka (în ucraineană Степівка) este o comună în raionul Monastîrîșce, regiunea Cerkasî, Ucraina, formată numai din satul de reședință.

## Demografie
Componența lingvistică a comunei Stepivka
     Ucraineană (99,75%)
     Alte limbi (0,25%)
Conform recensământului din 2001, majoritatea populației comunei Stepivka era vorbitoare de ucraineană (99,75%), existând în minoritate și vorbitori de alte limbi.